# Nancy Ludington
Nancy Irene Rouillard, po mężu Ludington, następnie Graham (ur. 25 lipca 1939 w Stoneham) – amerykańska łyżwiarka figurowa startująca w parach sportowych z mężem Ronaldem Ludingtonem. Brązowa medalistka olimpijska ze Squaw Valley (1960), brązowa medalistka mistrzostw świata (1959), brązowa medalistka mistrzostw Ameryki Północnej (1957) oraz 4-krotna mistrzyni Stanów Zjednoczonych (1957–1960).
W 1957 roku wyszła za mąż za swojego partnera sportowego Rona Ludingtona, z którym rozwiodła się w późniejszych latach. Następnie została trenerką łyżwiarstwa figurowego.

## Osiągnięcia
Z Ronaldem Ludingtonem
| Zawody                           | 1957           | 1958           | 1959           | 1960           |                |                |                |                |                |                |                |                |                |                |                |                |                |
| Międzynarodowe                   | Międzynarodowe | Międzynarodowe | Międzynarodowe | Międzynarodowe | Międzynarodowe | Międzynarodowe | Międzynarodowe | Międzynarodowe | Międzynarodowe | Międzynarodowe | Międzynarodowe | Międzynarodowe | Międzynarodowe | Międzynarodowe | Międzynarodowe | Międzynarodowe | Międzynarodowe |
| -------------------------------- | -------------- | -------------- | -------------- | -------------- | -------------- | -------------- | -------------- | -------------- | -------------- | -------------- | -------------- | -------------- | -------------- | -------------- | -------------- | -------------- | -------------- |
| Igrzyska olimpijskie             |                |                |                | 3              |                |                |                |                |                |                |                |                |                |                |                |                |                |
| Mistrzostwa świata               | 4              | 5              | 3              | 6              |                |                |                |                |                |                |                |                |                |                |                |                |                |
| Mistrzostwa Ameryki Północnej    | 3              |                |                |                |                |                |                |                |                |                |                |                |                |                |                |                |                |
| Krajowe                          |                |                |                |                |                |                |                |                |                |                |                |                |                |                |                |                |                |
| Mistrzostwa Stanów Zjednoczonych | 1              | 1              | 1              | 1              |                |                |                |                |                |                |                |                |                |                |                |                |                |

## Nagrody i odznaczenia
- Amerykańska Galeria Sławy Łyżwiarstwa Figurowego – 1993[6]